# Europacup I hockey vrouwen 1978
De 5de Europacup I hockey voor vrouwen werd gehouden van 12 tot en met 15 mei 1978 in Barcelona. Het deelnemersveld bestond uit 8 teams. Amsterdam H&BC won deze editie door in de finale Grossflottbeker THGC te verslaan.

## Uitslag poules

### Poule A
| Team                     | Pnt | GS | W | G | V | DV | DT | DS |
| ------------------------ | --- | -- | - | - | - | -- | -- | -- |
| 1. Grossflottbeker THGC  | 6   | 3  | 3 | 0 | 0 | 4  | 1  | +3 |
| 2. Royal Uccle Sport THC | 2   | 3  | 1 | 0 | 2 | 4  | 4  | 0  |
| 3. Edinburgh HC          | 2   | 3  | 1 | 0 | 2 | 3  | 3  | 0  |
| 4. SK Slavia Praha       | 2   | 3  | 1 | 0 | 2 | 2  | 5  | -3 |

Uitslagen
- A Edinburgh - Grossflottbeker 0-1
- A Slavia - Uccle 0-3
- A Edinburgh - Uccle 3-1
- A Slavia - Grossflottbeker 1-2
- A Uccle - Grossflottbeker 0-1
- A Edinburgh - Slavia 0-1

### Poule B
| Team                 | Pnt | GS | W | G | V | DV | DT | DS  |
| -------------------- | --- | -- | - | - | - | -- | -- | --- |
| 1. Amsterdam H&BC    | 5   | 3  | 2 | 1 | 0 | 17 | 5  | +12 |
| 2. Were Di           | 4   | 3  | 1 | 2 | 0 | 9  | 3  | +6  |
| 3. Portadown HC      | 2   | 3  | 0 | 2 | 1 | 5  | 8  | -3  |
| 4. Real Club de Polo | 1   | 3  | 0 | 1 | 2 | 1  | 16 | -15 |

Uitslagen
- B Portadown - Amsterdam 3-6
- B Were Di - Polo 6-0
- B Amsterdam - Were Di 2-2
- B Polo - Portadown 1-1
- B Amsterdam - Polo 9-0
- B Were Di - Portadown 1-1

## Finales

#### Finale
1/2: Amsterdam - Grossflottbeker 1-0

#### 3de plaats
3/4: Were Di - Uccle 2-1

#### 5de plaats
5/6: Edinburgh - Portadown 0-4

#### 7de plaats
7/8: Polo - Slavia 1-5

## Eindstand
1. Amsterdam H&BC
2. Grossflottbeker THGC
3. Were Di
4. Royal Uccle Sport THC
5. Portadown HC
6. Edinburgh HC
7. SK Slavia Praha
8. Real Club de Polo de Barcelona